# Kreisgrabenanlage von Ochsenfurt-Hopferstadt
Die Kreisgrabenanlage von Ochsenfurt-Hopferstadt im Landkreis Würzburg in Bayern ist im Winter 1978/79 erstmals vom Luftbildarchäologen Otto Braasch fotografiert worden. Im Jahre 2001 lieferte eine geophysikalische Untersuchung genauere Aussagen zu Baudetails, Erhaltungszustand und Gestalt des Kreisgrabens.
Das Magnetbild zeigt ein ovales Grabenwerk aus drei konzentrischen Gräben im Abstand von jeweils etwa 18 m. Der äußerste Ring hat einen Durchmesser von 150 bis 160 m, der innerste misst etwa 80 m und umschließt über 5000 m². Damit handelt es sich um die größte Kreisgrabenanlage Bayerns. Archäologen erforschen zurzeit ihre Spuren im Erdreich. Die Außengräben weisen im Abstand von vier bis fünf Metern Innenpalisaden auf und sind durch je 16 Erdbrücken unterbrochen. Das innere Oval hat nur zwei Grabensegmente mit den beiden Übergängen, die in etwa nach Ost und West weisen. In der Innenfläche finden sich etwa 45 Gruben.
Anlagen dieser Größe mit einem oder mehreren konzentrischen Gräben und Durchmessern zwischen 40 und 150 Meter sind in Niederbayern und im mittleren Donauraum aus dem Mittelneolithikum in einiger Zahl bekannt. Im Gelände oberirdisch meist nicht mehr sichtbar und in der Regel nur noch durch Luftbilder zu finden und durch Magnetik nachzuweisen, zählen diese Grubenwerke zu den ältesten Monumentalbauten Europas, die von der Bandkeramischen Kultur zwischen 5500 und 5000 v. Chr. errichtet wurden.
Aufgrund ihrer Größe und Bauweise lässt sich auch diese Anlage der Gruppe der mittelneolithischen Kreisgräben zuordnen. Dies spiegelt sich auch im Fundmaterial wider. Das Verbreitungsgebiet des Denkmaltyps hat sich mit dem Grabenwerk von Hopferstadt als der bisher größten Anlage ihrer Art nach Nordwesten bis nahe an den Main weit in einen Bereich vorgeschoben der zuvor erst der Besiedlung durch spätere neolithische Kulturgruppen zugeordnet wurde. Weitergehende Aussagen, etwa zur kultischen Nutzung der Anlage, sind erst nach zusätzlichen Untersuchungen möglich.